# 圆叶金午时花
圆叶金午时花（学名：Sida cordifolia）为锦葵科金午时花属下的一个种。